# توم وجيري: الخاتم السحري
توم وجيري: الخاتم السحري هو فيلم رسوم متحركة خيالي كوميدي أمريكي صدر عام 2002، من إنتاج شركة وارنر برذرز للرسوم المتحركة.

## الحبكة
داخل قصر مسكون ومخيف، يطارد توم جيري بينما يقوم بتحطيم الأشياء في هذه العملية. في هذه الأثناء في الطابق السفلي، يحاول مالك توم (ساحر يُدعى تشيب) صنع جرعة باستخدام خاتمه السحري ، لكنه يستخدم النوع الخاطئ من الحليب للتحضير. يرمي تشيب توم في القبو ويأمره بحراسة الخاتم أثناء سفره إلى كلكتا للحصول على الحليب المناسب. إذا قام توم بعمل جيد، فسيتم مكافأته بسمك سلمون لذيذة. ولكن إذا لم يقم بعمل جيد، فسيتم إلقاؤه في الشارع. دون علم توم، يجد جيري الخاتم أثناء تسلقه الطاولة ويضعه على رأسه ويرتديه مثل التاج. هرب جيري من القصر وتبعه توم محاولًا العثور عليه حتى يتمكن من استعادة الخاتم.
يحاول جيري إزالة الخاتم بالذهاب إلى متجر مجوهرات. ولكن كان قد غادر المالك لتناول طعام الغداء ويتسلل توم إلى الداخل ويتنكر في هيئة المالك ويساعد جيري في إخراج الخاتم، ولكن دون جدوى. بعد ذلك، يذهب جيري إلى منزل ويقابل بوتش ودروبي (وهو وسيط روحي). يحاول بوتش الحصول على خاتم رأس جيري، لكنه يفشل أيضًا. يأتي توم ويهرب جيري ويطارده بوتش أيضًا. ينتهي بهم الأمر في زقاق، حيث تأخذ قطة الزقاق قيلولة. يستيقظ قط الزقاق ويحاول أكل جيري، لكن توم ينقذه باستخدام قوى الخاتم السحرية. يصل بوتش ويحصل أخيرًا على الخاتم من رأس جيري. يقوم توم وقط الزقاق بمطاردة بوتش ويعلق الخاتم بجيري مرة اخرى. عندما يهرب توم من بوتش وقط الزقاق، ينزلق على قشرة موز وينتهي به الأمر فاقدًا للوعي أمام متجر للحيوانات الأليفة.
تخرج سيدة عجوز لطيفة وتأخذهما إلى داخل المتجر المليء بالحيوانات من جميع أنحاء العالم. لقد وضعتهم في قفصين، ولكن تم وضع توم مع سبايك وابنه تايك، بينما يوضغ جيري مع فأرين يدعيا فريدي وجوي، اللذين يتنمران على فأر صغير يرتدي الحفاض يُدعى نيبلز. يستخدم جيري الخاتم لمنع المتنمرين من إيذاء نيبلز، عن طريق تحويلهم إلى قطع من الجبن. عندما تهرب فئران الجبن من القفص، يستخدم جيري الحلقة ليجعل نيبلز ينمو ليصبح فأرًا عملاقًا يتحرر ويطارد فئرا الجبن من المتجر. يأتي صبي ويشتري جيري، لكن الخاتم ينتج سحرًا، ويذيب توم ويسمح له بالهروب من قفصه. يتسلل توم إلى الخارج ويختطف جيري من يد الصبي وتخبر والدته ضابط الشرطة. يقوم قط الزقاق وبوتش، مع سبايك وتايك، بمطاردة توم أيضًا، الذي يهرب مع جيري بركوب حافلة يقودها دروبي. في النهاية ينتهي الأمر بالثنائي محاصرًا في مكب للقمامة، حيث يستخدم جيري الحلقة السحرية لتجميد الكلاب وقطط الزقاق وسيارات الشرطة. الآن بأمان، يعود توم وجيري إلى القصر حيث يحاول توم مرة أخرى نزع الخاتم. يختبئ جيري في خزانة المطبخ ويستخدم مزيل حلقات الأثاث لإزالة الخاتم قبل رميه في القبو. يستعيد توم الخاتم، ولكن ما يثير رعبه أنه عالق في إصبعه.
عند سماع عودة تشيب إلى المنزل، يحاول توم نزع الخاتم. معتقدًا أن توم سرق خاتمه، طرده تشيب بغضب من القصر، مما تسبب في سقوط الخاتم من إصبع توم. يؤدي هذا إلى إلغاء تجميد القطط والكلاب والشرطة التي جمدت في وقت سابق، الذين يطاردون جميعًا توم حتى غروب الشمس.
في الختام، أصبح تشيب الآن مالكًا لجيري، وأعطاه سمكة السلمون التي وعد بها لتوم في وقت سابق، فقام جيري بتحويل السمكة إلى جبن بقوة الخاتم.

## الطاقم
- جيف جلين بينيت في دور توم القط ، الكلب دروبي ، جوي
- فرانك ويلكر في دور جيري الفأر ، تايك الكلب
- تشارلي شلاتر في دور تشيب
- جيم كامينغز في دور بوتش
- مايلي فلاناغان في دور الصبي
- جيس هارنيل بدور ضابط الشرطة
- موريس لامارش في دور سبايك الكلب ، بوتش القط (يُنسب إليه ب "قط الزقاق")
- تريس ماكنيل في دور مارغريت، الام
- تارا سترونج بدور نيبلز الفأر
- بيلي ويست في دور فريدي

## الاراء
قدمت كاري آر ويدون من شركة Common Sense Media مراجعة سلبية قائلة "هناك القليل جدًا من السحر هنا على الإطلاق والقصة تحوي على القليل جداً من المنطق أو التلاءم معًا."  كان كريستوفر سيمونز من DVD Talk أكثر إيجابية قليلاً حيث قال "أود أن أقول إخترها، ولكن فقط للصغار." 

## الفيلم اللاحق
فيلم توم وجيري: الانطلاق إلى المريخ تم إصداره في تاريخ 18 يناير 2005.